# الجامعة التونسية للصيد البحري الرياضي
الجامعة التونسية للصيد البحري الرياضي (بالفرنسية: Fédération Tunisienne Des Pèches Sportives)‏ هي جامعة رياضية تونسية تأسست في 25 أوت 2005، تشرف على رياضة الصيد البحري في تونس.

## أهداف
تهدف الجامعة إلى:
- تنظيم وتطوير ومراقبة ممارسة رياضة الصيد البحري بمختلف أشكالها على التراب التونسي.
- إدارة وتنسيق أنشطة الجمعيات التي تضم الأعضاء الممارسين لرياضة الصيد البحري بمختلف أشكالها.
- الدفاع عن مصالح رياضة الصيد البحري في تونس.

## المسيرون
- الرئيس: فتحي بيار
- نائب الرئيس:
- أمين مال:
- المدرب الوطني للصيد بالصنارة :محمد عمار

## عضوية
وهي عضو الاتحاد الدولي للصيد البحري الرياضي.

## مقالات ذات صلة
- صيد الأسماك

## وصلة خارجية
- الموقع الرسمي للجامعة التونسية للصيد البحري الرياضي.